# Littke pezsgőgyár

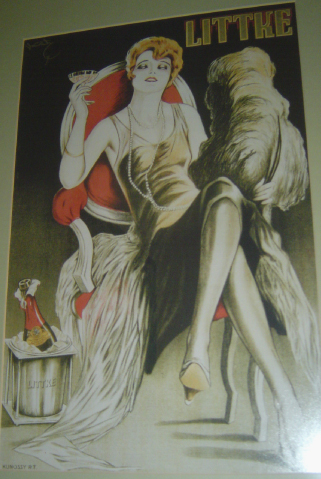
Korabeli Littke poszter

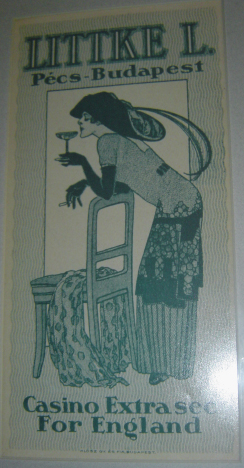
Angliai exportra szánt pezsgő plakátja

Pécsett a Szent István tér 12. alatt 1859-ben létesült a Littke pezsgőgyár a mai Magyarország területének második pezsgőgyára, melyet Littke Lőrinc alapított; az ország első pezsgőgyára a Prückler Ignác által létrehozott "Prückler Ignácz Magyarország első rum-, likőr- és pezsgőgyára" alapítója, amelyet 1834-ben Pesten hozott létre.

## Kezdetek
A Littke család egyik tagja, Littke Lőrinc a szabómesterség kitanulása után alkímiával kezdett alaposabban foglalkozni. Az olykor veszélyes kísérletekhez külső segítségre volt szüksége. Így jutott el a borkereskedelmi kapcsolatok kiépítésének ürügyével Pozsonyba az Esch és Társa pezsgőgyárba, ahol a gyártási feltételekkel, az erjesztéssel és tárolással is megismerkedett. Pécsre visszatérve pincerendszer kereséséhez fogott, hogy megkezdhesse a gyártást. Így talált rá a Scitovszky tér 7. szám alatti pincelabirintusra.
1858-ban a Littke testvérek, János és József nem tudtak értékesíteni egy nagyobb mennyiségű borkészletet. Ekkor Lőrinc pincerendszere már elkészült, kiváló szakmunkásokkal rendelkezett, és megérkeztek a segédanyagok is Pozsonyból. Lőrinc egy francia eljárást is megszerzett, amellyel pezsgőt lehetett készíteni. Így indulhatott meg 1859-ben a gyártás. Lőrinc impozáns létesítményegyüttest alkotott, látványos külső, zöld pázsittal, fehér, vízsugarat lövellő kutakkal és délvidéki pompát sugárzó trópusi növényekkel. A kezdetektől arra törekedett, hogy különleges ízű, extra zamatú pezsgőkkel lepje meg a piacot. Olyanokkal, amelyek idehaza és külföldön egyaránt figyelemre számíthattak. Kísérletei során növényi kivonatok és párlatok egész sorát próbálta ki, zellert, hársfavirágot, de próbálkozott bodzavirággal és cseresznyevirággal is.

## Második generáció
Lőrinc halála után (1879) fia József vette át a gyárat. A termeléshez szükséges bormennyiséget a Littke szőlő nem tudta biztosítani, ezért villányi, siklósi és egyéb baranyai borok mellett Erdélyből is szereztek be rizling és burgundi borokat. 1864-ben a magyar piacon sikeresen vetették meg lábukat, majd osztrák érdeklődés után Svájcban is fogyasztókra találtak. Az 1870-es években folyó orosz-török háború idején igazi fellendülés indult el. A pezsgőgyár a hazai és külföldi kiállításokon, mint borkereskedő és pezsgőgyártó cég jelentkezett. Pezsgői közül a „Crémant Rosé” és a „Champagne Imperial” érte el a legjobb hírnevet.

## Harmadik generáció
József halála után fia, ifj. Littke József vette át az üzemet. 1881-ben úgy látta, hogy a gyár termelő kapacitását növelni kell, így új pinceágakat vájtak, cementhordókat építettek és a pezsgőüzem terjedelmét növelték. 1884 nyarára fejezték be az öt emelet mélységű pincerendszert. A felszín alatt volt közvetlenül a pezsgőcímkéző, lezáró, kupakoló üzemrész. Bevezették a fagyasztásos seprőtelenítést és gépesítettek is. A korábbi kb. félmilliós kapacitású felületet egymillió palackosra növelték és általában 5-6 évig érlelték pezsgőiket. 1885-ben a Budapesti Országos Általános Kiállításon átütő sikert értek el, ezzel megnyílt az út külföldre és a tengerentúlra is. Ebben az évben született meg a „nemzet csalogányáról” elnevezett Blaha Lujza-pezsgő.
A pécsi székesegyház rekonstrukciója utáni 1891-es fölszentelés alkalmából I. Ferenc József is megtekintette a gyárat, majd megízlelte a „Grand Vins Sec” pezsgőt. Ezután nagyobb tételt rendelt a „Sport”, „Monopole”, „Imperial Grand Vins Sec” pezsgőkből, és a céget a következő évben a császári és királyi udvari szállítói címmel tüntették ki. További sikert jelentett, hogy a Nemzetközi Hálókocsi és Expressvonat Társaság a Littke-féle „Sport” márkájú pezsgőt szolgálta fel 1883-ban a vonalain. 1896-ban az országos millenniumi kiállításon a Littke cég a legnagyobb díjat kapta meg, az állami aranyérmet. A díj hozzásegítette a gyárat, hogy főraktárai legyenek Budapesten, Bécsben, Prágában, Zágrábban, Bukarestben, Chicagóban, Fiuméban, Máltán, Szalonikiben, Szófiában, Lembergben, Konstantinápolyban, Nápolyban, Oroszországban és Szarajevóban. Miután Pécsett az 1890-es évek elején két esztendő alatt a szőlőültetvény harmada elpusztult és a bortermelés a felére csökkent, ezért új üzleti lehetőségeket igyekeztek teremteni. Olasz és dalmát borokat hoztak Pécsre és háziasították azokat a helyiekkel.

## Negyedik generáció
A legifjabb Littke József a gyárat tovább fejlesztette és még több külföldi piacot talált. 1906-ban a gyár 45 munkást foglalkoztatott. A legnagyobb sikerű pezsgője a „Casino” volt. A gyár 1930-ban hatféle pezsgőt állított elő és exportált: „For England”, „Casino”, „Cremand Rosé”, „Vim Brut”, „Dry-Dry”, „Imperial”. A cég fennmaradása érdekében a Pécsi Takarékpénztárral tárgyalásokat kezdett, de a tárgyalásokat már fia fejezte be. Hét évvel később a cég Közkereseti Társasággá alakult. A gyár fejlődése felfelé ívelt, ám rövidesen jelentkezett a háború hatása is. Az államosítás után a pezsgőtermelés Pécsett teljesen megszűnt.

## A második világháború után
1949-ben a Littke céget államosították. Az egykori Littke cég pincészetében és telepén újbóli pezsgőgyártás 1966-ban az Állami Pincegazdaságban indult el. A gyár neve Pannonvin Pezsgőgyár lett. A Pincegazdaság 1978-ban egyesült a Villány-Siklósi Állami Gazdasággal és Villány-Mecsekaljai Borgazdaság Kombinát néven működött tovább. A pezsgőgyár 1982-ben 11-féle palackos erjesztésű és 4-féle tankpezsgőt gyártott. 1990-ben a cég állami tulajdonú RT. lett.
1996-tól a gyár svéd tulajdonba került és Pannónia Cézár néven folytatta a pezsgőgyártást. A Kft. tevékenysége szőlőtermesztéssel, borászattal bővült, ezért 2003. óta Cezar Winery Kft. néven működik.

## A pincerendszer

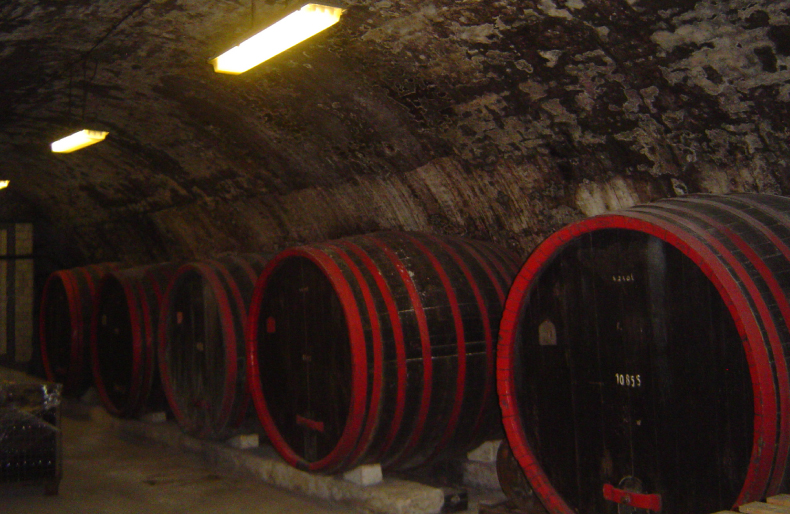
A Pezsgőház alatt lévő pincerendszer 2 km hosszú

A Pezsgőház Pécs egyik leghosszabb (kb. 2 km hosszú), a látogatók által bejárható pincerendszerrel rendelkezik. A rendszer a járda szintjétől egészen 12 m mélységig húzódik. A pince hőmérséklete függ az ágak helyzetétől, nagyságától és az időjárástól. Átlagosan 12 és 14 °C között van, a páratartalom pedig nyáron 80% körüli, télen kevesebb. Kisméretű égetett téglával kirakott hatalmas boltívei alatt vastagon látszik a bort érlelő nemes penész. Másfél literes palackokban több évig is kimáglyázva áll az érlelés fázisa alatt az erjedő pezsgő. A máglyákból a fokozott erjedés miatt kirobbant palackokat üres helyek jelzik. A harmadik szinten kis fülkékben kialakított mini pincékben pezsgő–múzeumok találhatók, ahol minden évjáratból sorakoznak fel palackok. Az 50 darab barik-hordó a különleges borok érlelésére szolgál. A likőr alapborokat ászhordókban tárolják. A pincészet bor alapkészlete kb. 3.000 hektoliter, mely pezsgőként, illetve borként kerül forgalomba. Szemet gyönyörködtető az egyik kisebb oldalág végében látható 200 hektoliteres fahordó is. A negyedik szinten lift lett kialakítva, ami segíti a termelést. Itt található a legkésőbb megépített szűk pinceág, mellyel a rendszer összefüggővé vált. Az itt épített cementkádak üvegcsempés béléssel készültek, és több mint 8.000 hektoliter alapbor tárolására alkalmasak. Méretük egyenként 187-380 hektoliter között van. Az ötödik szint jelenleg üres, de régen itt is folyt termelés. A szűk lejáratok miatt a nagyobb hordókat csak szétszedve, dongánként lehetett lehordani és azokat a felállítás helyén építették össze.